# Krugiodendron acuminatum
Krugiodendron acuminatum ist eine der beiden Arten der Gattung Krugiodendron aus der Familie der Kreuzdorngewächse (Rhamnaceae). Sie ist in Mexiko und Costa Rica beheimatet und wurde erst 2003 erstbeschrieben.

## Beschreibung
Krugiodendron acuminatum sind immergrüne 8 bis 20 Meter große Sträucher oder Bäume, deren Äste waagerecht bis aufwärts weisend stehen und die mit winzigen, einfachen Trichomen besetzt sind. 
Die einfachen Laubblätter stehen an 0,5 bis 0,9 Zentimeter langen Blattstielen und sind gegen- bis wechselständig angeordnet. Sie sind 5 bis 9 Zentimeter lang und 1,5 bis 3,8 Zentimeter breit, eiförmig bis elliptisch, ganzrandig, leicht ledrig, fast kahl, am Ende zugespitzt und an der Basis spitz. Sie weisen von der Mittelader abgehend sechs bis neun Seitenadern auf. Die Nebenblätter sind bis zu 1,5 Millimeter groß.
Die sehr kleinen Blüten stehen in achsel- oder endständigen, sehr kurzen Zymen. An 2 bis 4 Millimeter langen Blütenstielen stehen die zwittrigen, fünfzähligen Blüten mit einfacher Blütenhülle. Am kleinen Blütenbecher stehen die fünf kleinen, dreieckigen bis eiförmigen, klappigen Kelchblätter, mit innen zwei Kämmen, sind 2 Millimeter lang, die Kronblätter fehlen. Die fünf kurzen Staubblätter weisen rund 1,3 Millimeter lange, kahle Staubfäden auf, die ebenfalls kahlen Staubbeutel sind rund 0,6 Millimeter lang. Der Diskus liegt ringförmig um den Ansatz des mittelständigen Fruchtknotens, der einen Durchmesser von rund 0,9 Millimeter aufweist. Der kurze, zweiästige Griffel ist 1,5 Millimeter lang, mit zwei Narben. 
Die Früchte am beständigen Blütenbecher sind annähernd kugelige, 8 bis 12 Millimeter große, schwarze, meist einsamige Steinfrüchte mit kahler, glatter Schale. Die Steinkerne sind bis 8 Millimeter groß, ein Endosperm fehlt.

## Verbreitung
Krugiodendron acuminatum ist bekannt aus Costa Rica (Regionen Pacífico Central und Pacífico Sur) und Mexiko (Bundesstaat Veracruz). In Costa Rica findet sie sich in Küstenwäldern in Höhenlagen von 1 bis 100 Meter, vergesellschaftet mit Pflanzenarten wie Licania operculipetala, Hippomane mancinella, Cynometra hemitomophylla, Sterculia apetala und Luehea seemannii. In Mexiko findet sie sich in immergrünen Wäldern in Höhenlagen bis 150 Meter.

## Systematik und botanische Geschichte
Krugiodendron acuminatum wurde 2003 von José González Ramírez und Luis Poveda Álvarez erstbeschrieben, das Artepitheton verweist auf die arttypischen zugespitzten äußeren Enden der Blätter. Mit der Erstbeschreibung galt die 1902 von Ignatz Urban erstbeschriebene Gattung nicht mehr als monotypisch (Krugiodendron ferreum).

## Nachweise
1. 1 2 3 4  José González Ramírez, Luis Poveda Álvarez: Una segunda especie de Krugiodendron (Rhamnaceae) en el Neotrópico In: Lankesteriana. Bd. 8, 2003,  S. 16–18, (PDF).